# Johann Jacob Bindrim

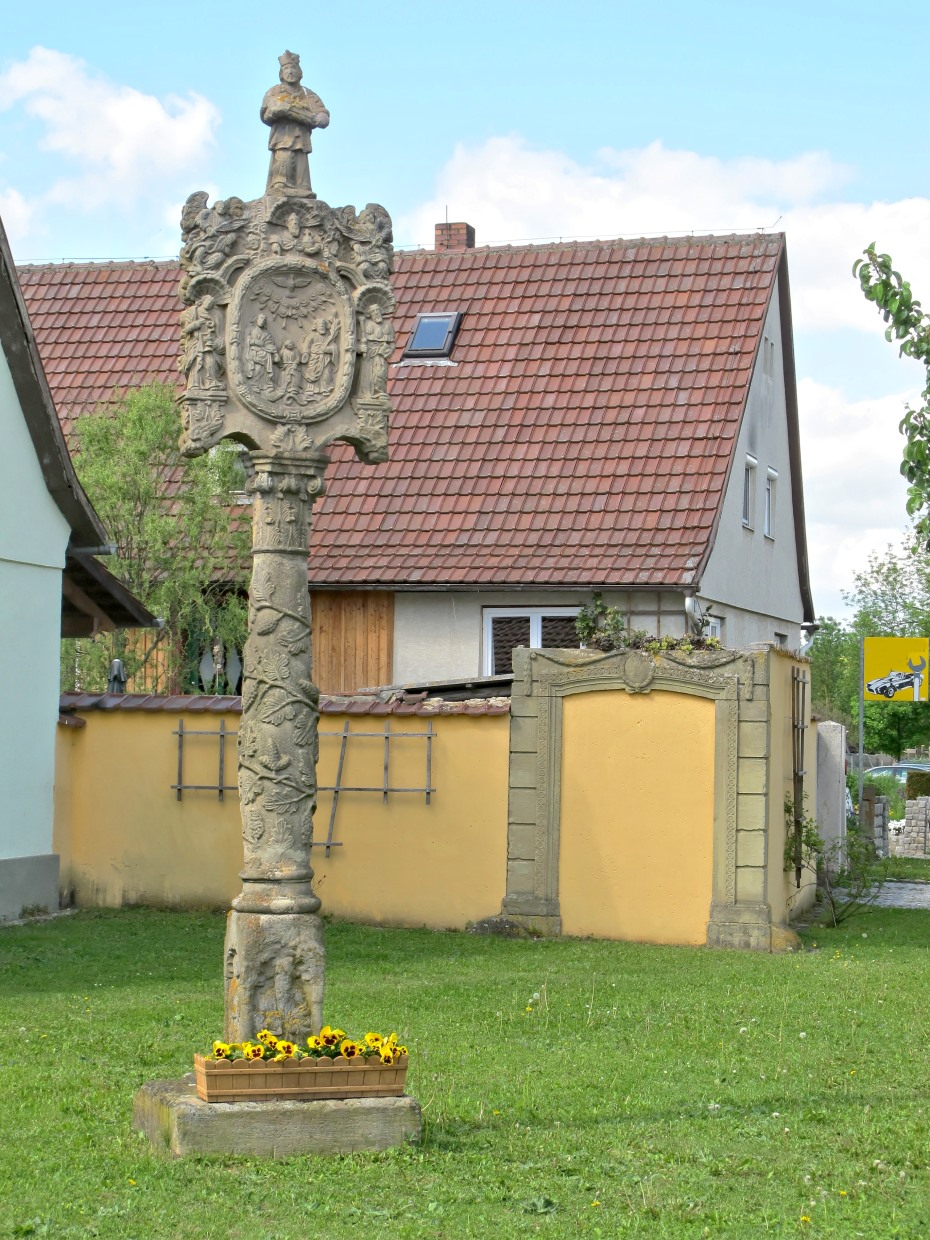
Der sogenannte Werbebildstock in Saal

Johann Jacob Bindrim (auch Jakob Bindrim; * 22. September 1696; † um 1775) war Bildhauer des Barock, dessen Werke vor allem im fränkischen Grabfeld zu finden sind. Bindrim gilt als einer der wenigen, namentlich bekannten Bildstockmeister und schuf religiöse Kleindenkmäler in der Bildstocklandschaft Franken.

## Leben
Über das Leben des Johann Jacob Bindrim ist in den Quellen nur wenig überliefert Die Familie des späteren Bildstockmeisters ist allerdings bekannt. Sein Vater hieß Johann Bindrim und wurde 1658 in Saal an der Saale geboren. Die Mutter Barbara, war die Tochter des Bartholomäus Rost. Beide heirateten am 17. November 1687. Johann Jacob wurde am 22. September 1696 geboren. Er wuchs in Saal an der Saale auf, das damals Teil des Hochstifts Würzburg war. Johann Jacob erhielt wahrscheinlich auch seine Bildhauerausbildung in Saal, vielleicht im väterlichen Betrieb.
Am 21. August 1730 heiratete er Rosina Amberg aus Merkershausen und zog in der Folge in den Nachbarort, der heute Gemeindeteil der Stadt Bad Königshofen im Grabfeld ist. Bindrim spezialisierte sich auf die Herstellung von kunstvollen Bildstöcken, sodass er in der Literatur als einzig bekannter Bildstockmeister im nördlichen Unterfranken bezeichnet wird. Im würzburgischen Grabfeldgau entstanden die meisten Stöcke, darunter auch eine Arbeit in Saal, die als Meisterstück bezeichnet wurde und später als „Werbebildstock“ für seine Werkstatt diente. Bindrim starb um 1775.

## Werke (Auswahl)

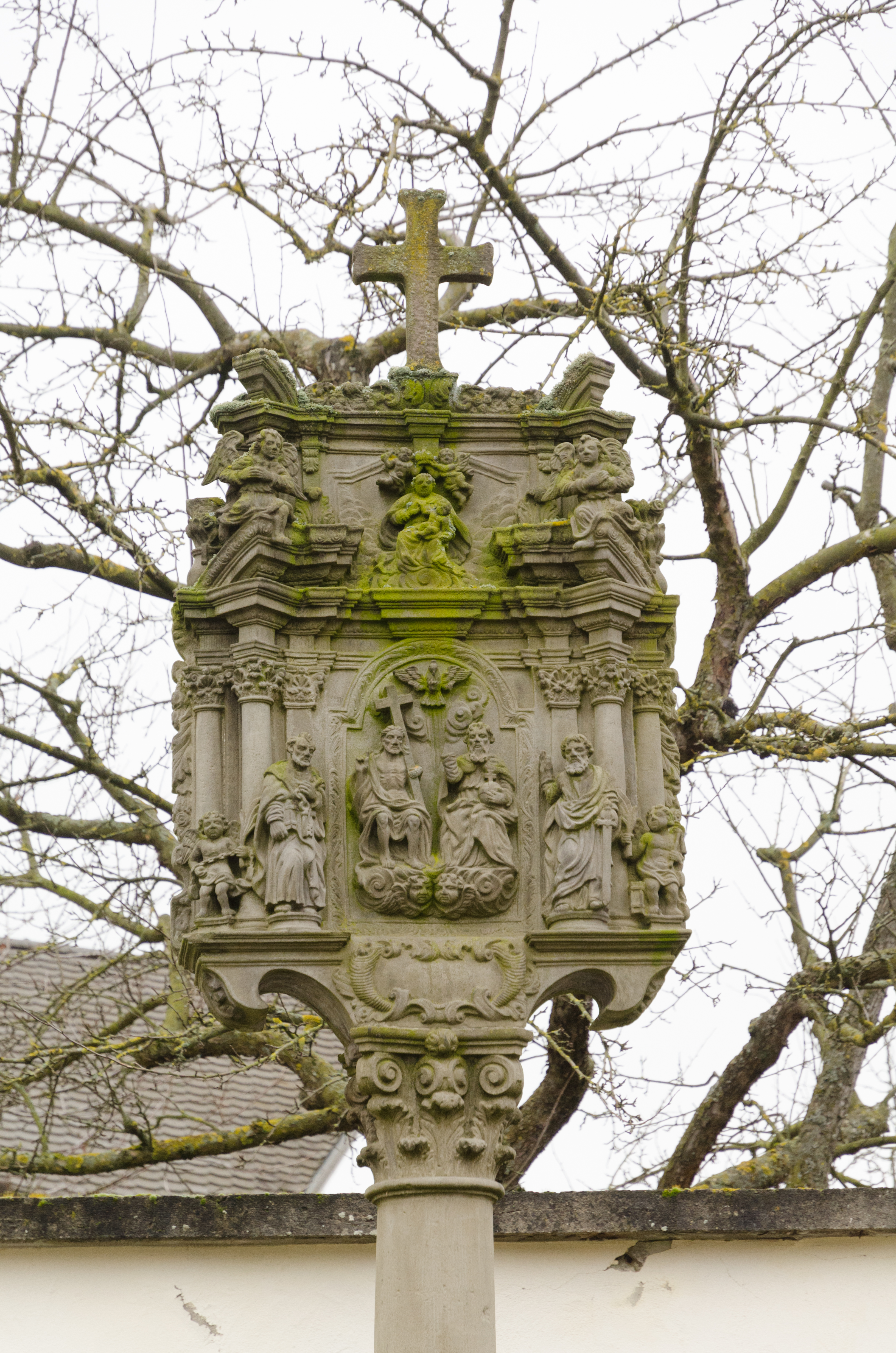
Dreifaltigkeitsbildstock in Merkershausen

Obwohl von Bindrim auch signierte Arbeiten bekannt sind, wurden die meisten Bildstöcke über Stilvergleiche identifiziert. So wurden Arbeiten in Saal, Merkershausen und Kleinbardorf ausgemacht, die dem Meister zugeordnet werden können. Ein einzelner Stock ist im würzburgischen Kernland im Ochsenfurter Gau auszumachen. Neben den klassischen Bildsäulen bearbeitete Bindrim auch plastische Figuren, wie den sogenannten Kreuzschlepper. Außerdem wurde er auch mit Hausfiguren in Verbindung gebracht. Im Jahr 1970 konnten zwölf Stöcke von Bindrim eindeutig identifiziert werden. Aufgrund der hohen künstlerischen Qualität werden die Bildstöcke bis in die heutige Zeit regelmäßig renoviert.
- Sogenannter Werbebildstock, Saal an der Saale, Kehl, 1723
- Pietàbildstock, Kleinbardorf, unklar, 1726
- Dreifaltigkeitsbildstock, Merkershausen, Obere Gasse 3, 1727
- Immaculatabildstock, Merkershausen, Ringgasse 31, 1729
- Kreuzschlepper, Kleinbardorf, Staatsstraße 2282, 1733; auch Johann Joseph Keßler zugeschrieben
- Barbarabildstock, Aub, Hauptstraße, 1736
- Taufbildstock, Merkershausen, Rosengarten, 1738
- Mariakrönungsbildstock, Burglauer, Riedweg 3, 1742
- Immaculata, Saal an der Saale, Hauptstraße 6, derzeit in Bad Königshofen, 18. Jahrhundert[3]